# Ancaudellia marshallae
Ancaudellia marshallae är en kackerlacksart som beskrevs av Roth, L. M. 1977. Ancaudellia marshallae ingår i släktet Ancaudellia och familjen jättekackerlackor. Inga underarter finns listade i Catalogue of Life.